# Parallel Worlds, Parallel Lives
Parallel Worlds, Parallel Lives is een documentaire uit 2007 van Louise Lockwood.
In de documentaire onderzoekt Eels zanger Mark Oliver Everett het leven van zijn beroemde vader Hugh Everett III die als eerste de Veel-werelden-interpretatie in de kwantummechanica formuleerde.
De documentaire ging op 26 november 2007 in première op de BBC en werd in 2008 ook in de Verenigde Staten uitgezonden op PBS. De documentaire werd in z'n geheel vertoond voorafgaand aan elk Eels concert tijdens hun wereldtournee in 2008. De documentaire won een BAFTA award.
De documentaire kan via de website van Eels bekeken worden. 

## Externe referenties
1. ↑  Eels: Official Band Website - Parallel Worlds, Parallel Lives. www.eelstheband.com. Geraadpleegd op 23 februari 2020.

## link
- (en)   Parallel Worlds, Parallel Lives in de Internet Movie Database